# Чурсья
Чу́рсья (рос. Чурсья) — селище у складі Опарінського району Кіровської області, Росія, хоча знаходиться на території Прилузького району сусідньої Республіки Комі. Входить до складу Опарінського міського поселення
Населення становить 80 осіб (2010, 327 у 2002).
Національний склад станом на 2002 рік — росіяни 79 %.

## Історія
Селище при лісозаготівлях було побудовано в 1957 році для потреб системи виправних таборів силами ув'язнених.
У січні 1960 року був переданий з Кіровської області в Комі АРСР.
У серпні 1963 року перепідпорядкований Кіровської області без зміни меж. Селище будували і працювали в ньому переїхавші робочі з Горьковської області. Багато людей приїхало з д. Ула і с. Верхолузья, а також з інших республік і областей.
З 1969 по 2006 рік селище було центром сільради / сільського округу. Чисельність населення доходила до 900 чоловік. У селищі діяли школа, поштове відділення, медпункт, магазин (нині закриті).
У 2019 сталася пожежа. Пожежа розпочалася 2 травня 2019 року біля 14:00, пожежу гасили місцеві жителі, потім пожежники. Повністю згоріли 10 будинків, з яких 4 — житлові приватні. Умовами, що сприяли розвитку пожежі, були віддаленість населеного пункту від районного центру, відсутність дорожнього сполучення, сильний вітер.